# Lepidotheca pourtalesi
Lepidotheca pourtalesi is een hydroïdpoliep uit de familie Stylasteridae. De poliep komt uit het geslacht Lepidotheca. Lepidotheca pourtalesi werd in 1986 voor het eerst wetenschappelijk beschreven door Cairns. 